# Paolo Murialdi
Paolo Marco Virginio Murialdi (Genova, 8 settembre 1919 – Milano, 14 giugno 2006) è stato un giornalista, scrittore e partigiano italiano.

## Biografia
Cominciò la carriera giornalistica nel 1939 lavorando presso Il Secolo XIX. Successivamente si laureò in Giurisprudenza. Partigiano, dal 1946 collaborò con alcune testate locali milanesi finché nel 1950 non venne assunto dal Corriere della Sera, dove rimase fino al 1956. Successivamente passò al Giorno, dove divenne amico di Giorgio Bocca e Gianni Brera e dove viene nominato caporedattore centrale.
Nel 1974 divenne presidente della Federazione Nazionale Stampa Italiana, incarico che ricoprì per sette anni. Dal 1986 al 1990 fu il tesoriere della FNSI mentre nel 1993 fu consigliere di amministrazione della RAI. Docente universitario di storia del giornalismo e di comunicazione di massa in diverse università e scuole professionali, negli ultimi tempi insegnò Scienze della comunicazione all'Università degli Studi di Torino.
Fondatore della rivista trimestrale Problemi dell'informazione nel 1976 (di cui fu anche direttore), Murialdi fu anche autore di alcuni libri di successo: nel 1974 pubblicò una monumentale Storia del giornalismo edita da Laterza, mentre due anni dopo diede alle stampe il racconto lungo La traversata. Estate 1943 - Primavera 1945, pubblicato da Il Mulino.
Venne cremato presso il cimitero di Lambrate, con le ceneri poi disperse nel Giardino del Ricordo, un luogo del medesimo cimitero dove le ceneri dei defunti possono essere sparse per venire assorbite dalla natura. 

## Intitolazioni
Nel 2016 l'Ordine dei giornalisti la FNSI la Casagit e l'INPGI hanno costituito la «Fondazione per il giornalismo Paolo Murialdi» con lo scopo di raccogliere la documentazione sulle attività dei quattro organismi di categoria del giornalismo italiano. Il presidente del Comitato scientifico della Fondazione è Giulio Anselmi.

## Opere
- Storia del giornalismo italiano. Dalle gazzette a Internet. Il Mulino, 2006. ISBN 978-88-15-11298-9.
- La Traversata Settembre 1943 - Dicembre 1945. Il Mulino. Intersezioni, Bologna 2001. ISBN 88-15-08166-6;
- La stampa italiana. Dalla Liberazione alla crisi di fine secolo. Bari, Laterza, 1998. ISBN 978-88-420-6961-4.
- Come si legge un giornale, Laterza, 1975.